# Стамбульська ініціатива співпраці

Країни, що входять до Стамбульської ініціативи співпраці

Стамбульська ініціатива співпраці (СІС), англ. Istanbul Cooperation Initiative (ICI) — партнерська програма НАТО, метою якої є сприяння співпраці між країнами Перської затоки та НАТО. До Ініціативи входять Бахрейн, Катар, Кувейт та Об'єднані Арабські Емірати.

## Створення Стамбульської ініціативи співпраці
Під час Стамбульського саміту НАТО 28 червня 2004 року глави держав і урядів Північноатлантичного альянсу запропонували країнам Близького Сходу долучитися до спільних зусиль задля посилення стабільності в регіоні, зокрема у сфері безпеки. Ця пропозиція, відома під назвою «Стамбульська ініціатива співпраці», була адресована в першу чергу країнам, що входять до Ради співробітництва арабських держав Перської затоки: Бахрейну, Катару, Кувейту, Об'єднаним Арабським Еміратам,Оману та Саудівській Аравії. В грудні 2004 року до СІС приєднався Кувейт, у лютому 2005 року — Бахрейн і Катар, а в червні 2005 року ОАЕ. Саудівська Аравія та Оман вирішили не входити до Ініціативи, але й не відкинули запрошення повністю.
Ініціатива була впроваджена в дуже складний час, коли сили НАТО, до цього відсутні в Перській затоці, були залучені до цього стратегічно важливого регіону в рамках Міжнародних сил сприяння безпеці (ISAF), запроваджених в Афганістані 20 грудня 2001 резолюцією Ради Безпеки ООН № 1386. Місія ISAF відбувалася паралельно з американо-британською операцією «Нескорена свобода», націленою на знищення сил Аль-Каїди й Талібану після терактів 11 вересня 2001 року. За допомогою Ініціативи Альянс намагався заспокоїти нафтовидобувні монархії регіону та попередити можливу критику щодо свого впливу на країни Перської затоки.
Як і в Середземноморському діалозі, партнерство в Стамбульській ініціативі співпраці базується багато в чому на географічній близькості партнерів.

## Форми співпраці НАТО та СІС
Співпраця в рамках Ініціативи зосереджується на таких аспектах:
- реформування збройних сил через посилення взаємодії між військовим та громадським секторами, впровадження нових бюджетних процедур та механізмів планування в оборонній сфері;
- здатність до спільного виконання завдань (досягається завдяки спільним навчанням та тренінгам, а також просвітницьким заходам);
- боротьба з тероризмом, зокрема, шляхом обміну даними розвідки;
- боротьба з поширенням зброї масового ураження;
- сприяння безпеці кордонів;
- співробітництво у сфері цивільного планування в надзвичайних ситуаціях (зокрема, при екологічних катастрофах).

Спочатку Ініціатива задумувалась більш амбітною та зі значно активнішою співпрацею між країнами. Однак окремі члени НАТО (зокрема Франція та Іспанія), стурбовані можливістю того, що СІС знівелює роботу Середземноморського діалогу, завадили такому варіанту.
Відносини між НАТО та країнами Ініціативи суттєво покращилися. Вони забезпечували логістичну та інші типи підтримки у війні в Афганістані; відігравали значиму політичну та військову роль під час операції «Unified Protector» у Лівії. Регіональний центр СІС, завданням якого є сприяння поглибленню співпраці країн Ініціативи з НАТО, відкрито в Кувейті. Країни Ініціативи особливо зацікавлені у поглибленні співпраці з НАТО у сферах енергетики, морської справи та кібербезпеки.

## Проблеми
Незважаючи на фактичне досягнення цілей, поставлених перед Ініціативою на Стамбульському саміті НАТО, у взаємодії між країнами СІС та НАТО існує низка перешкод. Французький науковець П'єр Разу виокремлює наступні їх групи:
У країнах Стамбульської ініціативи:
- негативний імідж НАТО в регіоні;
- невходження Саудівської Аравії та Оману до Ініціативи;
- відсутність загального стратегічного бачення (зокрема, щодо питань Іраку, Ірану та Ємену);
- конкуренція серед країн Аравійського півострова;
- недовіра правлячих сімей до армії (постійне побоювання стати жертвами військового перевороту, як це неодноразово траплялося в арабському світі);
- значимість двосторонніх угод і їх перевага над багатосторонніми;
- продовження палестино-ізраїльського конфлікту, який негативно впливає на сприйняття Західного світу в цілому;
- відсутність угоди про статус сил між країнами НАТО та СІС;
- надмірна персоналізація робочих стосунків.

У країнах НАТО:
- небажання окремих Союзників сприйняти присутність сил НАТО в Перській затоці;
- переслідування окремими країнами-членами НАТО власного комерційного інтересу в регіоні;
- фінансові обмеження;
- побоювання бути втягнутими в конфлікт на Близькому Сході.

## Подальший розвиток взаємодії в рамках Ініціативи
Генеральний секретар НАТО Андерс Фог Расмуссен на своїй першій після вступу на посаду прес-конференції повідомив, що посилення співпраці Альянсу з країнами Середземноморського діалогу та Стамбульської ініціативи співпраці буде одним із трьох пріоритетних напрямків під час його керівництва.
Під час Лісабонського саміту НАТО у 2010 році було затверджено нову Стратегічну концепцію захисту й безпеки членів НАТО. У тексті Концепції згадується й СІС:

| Ми надаємо великого значення миру та стабільності в регіоні Перської затоки та маємо намір зміцнювати нашу співпрацю в рамках Стамбульської ініціативи співпраці. Ми будемо прагнути до... розвитку глибшого партнерства в галузі безпеки з нашими партнерами у Перській затоці і, як і раніше, готові вітати нових партнерів в рамках Стамбульської ініціативи співпраці. Оригінальний текст (англ.) We attach great importance to peace and stability in the Gulf region, and we intend to strengthen our cooperation in the Istanbul Cooperation Initiative. We will aim to... develop a deeper security partnership with our Gulf partners and remain ready to welcome new partners in the Istanbul Cooperation Initiative. |
Під час наступного саміту, що відбувся в Чикаго у 2012 році, глави держав і урядів Організації Північноатлантичного договору зобов'язалися й надалі посилювати політичний діалог та практичну співпрацю, а також підтвердили готовність до того, аби до Ініціативи приєднувались нові учасники, зокрема Оман та Саудівська Аравія.
У декларації за результатами Уельського саміту 2014 року вкотре було підтверджено готовність до подальшої співпраці між НАТО та СІС та відзначено стійкий прогрес у стосунках в рамках Ініціативи.